# Gualberto Villarroel
Gualberto Villarroel (ur. 15 grudnia 1908, zm. 21 lipca 1946) – boliwijski polityk i major armii, przywódca wojskowej organizacji intryganckiej Razón de Patria, który w grudniu 1943 dokonał zamachu stanu, przejmując w dniu 20 grudnia 1943 urząd prezydenta. Rządził do swej tragicznej śmierci w dniu 21 lipca 1946, kiedy to zginął zlinczowany w trakcie rozruchów w La Paz. Dopuścił do współpracy Narodowy Ruch Rewolucyjny (MNR) i zalegalizował związki zawodowe górników.